# 林戈鎮區 (密蘇里州梅肯縣)
林戈鎮區（英語：Lingo Township）是位於美國密蘇里州梅肯縣的一個行政鎮區。

## 地方資料
林戈鎮區的面積為125.47平方千米，當中陸地面積為125.05平方千米，而水域面積為0.42平方千米。根據2020年美國人口普查的數據，當地共有人口339人，而人口密度為每平方千米2.7人。